# Fügefa-öböl
A Fügefa-öböl (Fig Tree Bay) a Ciprus keleti részén fekvő Protarász városban helyezkedik el, annak partvonala mentén több mint 500 méter hosszan húzódik. A tengerparti sétány alatt hellenisztikus kori ősi síremlék található, mely látható is, mivel a járófelület egy része üveg.
Az öböl nevét a fügefa után kapta, amit a 17. századi hódítók hoztak magukkal, melynek egy idős példánya ma is ott áll a parton.  
Két természetes öble van, egy északi, növényzet nélküli homokos öböl és egy déli sziklás öböl.
A kristálytiszta tengervize, finom szemcséjű homokja, és a rengeteg napsütés miatt igen kedvelt turistahely, ahová több ezren látogatnak el évente.
A parttól 100 méterre kis, köves, alacsony növényzetű hullámtörő sziget is található a tengerben, az erre való átúszás is igen népszerű az idelátogatók körében.
Az öbölben található 270 méter hosszan és 45 méter szélesen
Protaras legszebb strandja (ami szintén a fügefa nevet viseli),
Európában a negyedik, 2011-ben a harmadik,
a világon a tizennyolcadik, 2019-ben pedig már a világ harmadik  legjobb strand minősítést kapta.
A sekély, nagyon lassan mélyülő vize miatt Európa legjobb strandjai gyermekes családok számára kategóriában a 3. helyezést érte el. 
Kiváló vízminőségéért és szolgáltatóegységeiért elnyerte a Kék Zászló díjat, valamint a Zöld tengerpart minősítést.
Az üdülőszezon április végén kezdődik, ilyenkor már 20 °C körüli a levegő és a víz hőmérséklete is. Az év legkellemesebb hónapja a június, ekkor 26-30 °C fok a levegő hőmérséklete, a vízé pedig 24 °C-os. A legmelegebb hónap itt is a július-augusztus, ekkor már a vízhőmérséklet is közel 30 fokos. Az év szinte minden napján napsütés várja a látogatókat.  A nyaralószezon október végéig tart.
A napozáson és a fürdőzésen kívül hajózásra, vitorlázásra, búvárkodásra, vízisíelésre, szörfözésre, siklóernyőzésre, az öböl északi szélén víz alatti barlangok látogatására is lehetőség van. 
A parton kiépített sétány, a sziklás részeken hidak és lépcsők találhatóak.
Mozgáskorlátozottak is nyaralhatnak itt.
A biztonságot elsősegélynyújtó állomás és vízimentő is biztosítja.
A part mögött kávézók, éttermek, szórakozóhelyek találhatóak. 